# 伊丽莎白·佩茨
伊丽莎白·佩茨（Elisabeth Pähtz，1985年1月8日—）是一位德國國際象棋女棋手。2005年奪得世界青年国际象棋锦标赛女子組冠军  。2021年成為德國首位女子国际象棋特级大师。